# Luis Santibáñez Bastidas
Luis Alberto Santibáñez Bastidas, (Concepción, 30 de abril de 1974) es un periodista y político chileno. Actualmente se desempeña como docente de la Universidad San Sebastián de Concepción  en la Facultad de Economía y Negocios.

## Biografía
Estudio Derecho. Luego se titula de Periodista y Licenciado en Comunicación Social en la Universidad Católica de la Santísima Concepción, obteniendo posteriormente un post título en Gestión Pública y Modernización del Estado. También posee un Magíster en Innovación y Nuevas Tecnologías de la Universidad de Salamanca. Completo así mismo, el programa de Magister en Marketing y Dirección Comercial en la Universidad Alcalá de Henares. Posee estudios de postgrado en gobierno y administración pública en la Universidad de Georgetown. 
Durante más de quince años se desempeñó en el ámbito público, trabajando en las Municipalidades de Santa Juana, Concepción y de Penco, siendo Director de Desarrollo Comunitario, Administrador Municipal y alcalde subrogante.
Es militante de la UDI y Consejero Nacional del mismo partido, Como tal compitió en las elecciones municipales de 2004 donde fue elegido concejal con la primera mayoría de su partido por la comuna de Santa Juana, periodo 2004-2008.
En el año 2010, fue nombrado Director Regional de Sercotec Biobío, y fue parte del Directorio de Innova Bio Bio, labor que encabezó hasta julio de 2012, cuando se le nombró como Gobernador de la Provincia de Concepción y representante Legal del Parque Pedro Del Río Zañartu. Destacó en su gestión su buen manejo político, estructuración del orden público, cercanía con la Agencia Nacional de Inteligencia y capacidad de llegar a acuerdos con distintos sectores.
En agosto de 2013 abandono este cargo con el objetivo de poder competir en las elecciones de consejeros regionales de ese año por la circunscripción provincial de Concepción I Norte. Fue sucedido por la seremi de Desarrollo Social, Claudia Hurtado. Resultó elegido como CORE para el periodo 2014-2018, tras obtener 11.186 votos, equivalentes a un 8,52%. 
De desempeñó también entre el año 2013 y 2014 como Jefe Provincial de la Subsecretaria de Desarrollo Regional en la región del Bio Bio.
Es reelegido Consejero Regional con la primera mayoría de Chile Vamos en el mismo territorio electoral para el periodo 2018-2022.
Actualmente se desempeña como presidente de la Comisión de Fomento, Empresa, Competituvidad y Energía del Gobierno Regional del Biobio y como docente universitario, donde imparte cátedras relacionadas con la gestión pública.
También es vicepresidente del Comité de Fomento Productivo de la Región del Biobio que integran Corfo, Sercotec y el Gobierno Regional.
Santibáñez fue noticia a nivel nacional en 2019, cuando dentro del contexto de la celebración del Paro Internacional de Mujeres, dio a conocer a través de su cuenta de Twitter como impidió que su hija participara de dicha conmemoración, indicando que “Mi hija Sofia me pidió ir a marcha feminista. Le dije q si (sic), pero en consecuencia debía cortar mesada del patriarcado opresor”, generando una oleada de críticas, ante las cuales se defendió indicando que el tuit fue en un contexto de broma.

## Historial electoral

### Elecciones municipales de 2004
- Elecciones municipales de 2004, por el concejo municipal de Santa Juana[6]

| Candidato                | Pacto                    | Partido | Votos | %     | Resultado |
| ------------------------ | ------------------------ | ------- | ----- | ----- | --------- |
| Víctor Palma Cruces      | Alianza                  | RN      | 1435  | 21,22 | Concejal  |
| Inés González Lara       | Concertación Democrática | DC      | 856   | 12,66 | Concejal  |
| Alejandro Chávez Hidalgo | Concertación Democrática | PPD     | 788   | 11,65 | Concejal  |
| Juan Palma Vallejos      | Juntos Podemos           | PC      | 609   | 9,01  |           |
| Ceferino Olivera Navarro | Concertación Democrática | Ind.    | 547   | 8,09  | Concejal  |
| Anita Saravia Vergara    | Concertación Democrática | DC      | 504   | 7,45  |           |
| Luis Santibáñez Bastidas | Alianza                  | UDI     | 479   | 7,08  | Concejal  |
| Alex Albornoz Toro       | Alianza                  | RN      | 409   | 6,05  | Concejal  |

### Elecciones municipales de 2008
- Elecciones municipales de 2008, por el concejo municipal de Santa Juana[7]

| Candidato                | Pacto                    | Partido | Votos | %     | Resultado |
| ------------------------ | ------------------------ | ------- | ----- | ----- | --------- |
| Isabel Castro Medina     | Concertación Democrática | DC      | 966   | 14,58 | Concejal  |
| Víctor Palma Cruces      | Alianza                  | RN      | 938   | 14,16 | Concejal  |
| Inés González Lara       | Concertación Democrática | DC      | 702   | 10,60 | Concejal  |
| Ariel Morales Martínez   | Alianza                  | RN      | 646   | 9,75  | Concejal  |
| Francisco Soto Recabal   | Por un Chile limpio      | PRI     | 532   | 8,03  | Concejal  |
| Guillermo Pinares Toledo | Alianza                  | UDI     | 422   | 6,37  |           |
| José Vallejos Ríos       | Concertación Democrática | DC      | 309   | 4,66  | Concejal  |
| Alejandro Chávez Hidalgo | Concertación Progresista | PPD     | 258   | 3,89  |           |
| Teresa Vianello Figueroa | Por un Chile limpio      | PRI     | 206   | 3,11  |           |
| Luis Santibáñez Bastidas | Alianza                  | UDI     | 205   | 3,09  |           |

### Elecciones de consejeros regionales de 2013
- Elecciones de consejeros regionales de 2013, a Consejero Regional por la circunscripción provincial de Concepción I (Tomé, Penco, Hualpén y Talcahuano)[8]

| Candidato                  | Pacto         | Partido | Votos  | %     | Resultado          |
| -------------------------- | ------------- | ------- | ------ | ----- | ------------------ |
| Eduardo Saavedra Bustos    | Nueva Mayoría | PS      | 19 331 | 14,74 | Consejero regional |
| Alicia Yáñez Soto          | Nueva Mayoría | PPD     | 13 023 | 9,93  | Consejera regional |
| Luis Santibáñez Bastidas   | Alianza       | UDI     | 11 182 | 8,53  | Consejero regional |
| Gabriel Torres Hermosilla  | Alianza       | UDI     | 10 848 | 8,27  | Consejero regional |
| Guillermo Miranda Fontalba | Nueva Mayoría | DC      | 7106   | 5,42  |                    |
| Patricio Lara Chandía      | Alianza       | RN      | 7097   | 5,41  |                    |
| Bernardo Daroch Avendaño   | Nueva Mayoría | PPD     | 6868   | 5,24  |                    |
| Dimitri Riquelme Arellano  | Nueva Mayoría | PS      | 5516   | 4,21  | Consejero regional |

### Elecciones de consejeros regionales de 2017
- Elecciones de consejeros regionales de 2017, a Consejero Regional por la circunscripción provincial de Concepción I (Tomé, Penco, Hualpén y Talcahuano)[9]

| Candidato                 | Pacto                                | Partido | Votos  | %   | Resultado          |
| ------------------------- | ------------------------------------ | ------- | ------ | --- | ------------------ |
| Leocán Portus Urbina      | Por un Chile Justo y Descentralizado | Ind-PPD | 12 283 | 9,9 | Consejero regional |
| Ivonne Rivas Ortíz        | Unidos por la Descentralización      | DC      | 9707   | 7,8 | Consejera regional |
| Luis Santibáñez Bastidas  | Chile Vamos UDI-PRI-Independientes   | UDI     | 8038   | 6,5 | Consejero regional |
| Rodrigo Vera Riquelme     | Chile Vamos UDI-PRI-Independientes   | Ind-UDI | 7688   | 6,2 |                    |
| Patricio Lara Chandía     | Chile Vamos RN-Evópoli               | RN      | 7399   | 6,0 | Consejero regional |
| Luciano Silva Mora        | Chile Vamos RN-Evópoli               | Ind-RN  | 5729   | 4,6 |                    |
| Dimitri Riquelme Arellano | Unidos por la Descentralización      | PS      | 5689   | 4,6 |                    |
| Juan Zuchel Matamala      | Por un Chile Justo y Descentralizado | Ind-PC  | 5480   | 4,4 |                    |
| Alicia Yáñez Sánchez      | Por un Chile Justo y Descentralizado | PPD     | 5476   | 4,4 | Consejera regional |

### Elecciones de consejeros regionales de 2021
- Elecciones de consejeros regionales de 2017, a Consejero Regional por la circunscripción provincial de Concepción I (Tomé, Penco, Hualpén y Talcahuano)[10]

| Candidato                 | Pacto                                          | Partido | Votos | %    | Resultado          |
| ------------------------- | ---------------------------------------------- | ------- | ----- | ---- | ------------------ |
| Rodrigo Vera Riquelme     | Chile Vamos UDI-Independientes                 | UDI     | 6879  | 5,45 | Consejero regional |
| Diana González Catalán    | Ecologistas e independientes                   | PEV     | 5676  | 4,49 | Consejera regional |
| Luis Santibáñez Bastidas  | Chile Vamos UDI-Independientes                 | Ind-UDI | 5528  | 4,38 |                    |
| Alicia Yáñez Soto         | Unidad Constituyente                           | PPD     | 5091  | 4,03 | Consejera regional |
| Gabriel Torres Hermosilla | Chile Vamos Renovación Nacional-Independientes | Ind-RN  | 5088  | 4,03 |                    |
| Adriana Delgado Careaga   | Partido de la Gente                            | PDG     | 4819  | 3,82 | Consejero regional |
| Carlos González Pérez     | Republicanos e Independientes                  | PRCh    | 4454  | 3,53 |                    |
| Pilar Carrillo Arévalo    | Partido de la Gente                            | PDG     | 4314  | 3,42 |                    |
| Ornella Concha Hermosilla | Frente Amplio                                  | RD      | 4130  | 3,27 |                    |
| Patricio Lara Chandía     | Chile Vamos Renovación Nacional-Independientes | RN      | 3958  | 3,13 | Consejero regional |
| Dimitri Riquelme Arellano | Unidad Constituyente                           | PS      | 3608  | 2,86 |                    |
| María Valenzuela Troncoso | Ecologistas e independientes                   | Ind-PEV | 3199  | 2,53 |                    |
| Jaime Peñailillo Garrido  | Cambio Radical Progresista                     | PR      | 3090  | 2,45 |                    |
| Jorge Morales Vargas      | Democracia Ciudadana                           | DC      | 2839  | 2,25 |                    |
| Agustín Silva Schultz     | Republicanos e Independientes                  | PRCh    | 2802  | 2,22 |                    |
| Camila Arriagada González | Por un Chile Digno                             | PI      | 2636  | 2,09 | Consejera regional |